# Thorneïta
La thorneïta és un mineral de la classe dels sulfats. Rep el nom en honor de Brent Thorne (n. 1951), farmacèutic nord-americà, col·leccionista i micromuntador sistemàtic de minerals de Bountiful, Utah (Estats Units), qui va recollir el material estudiat.

## Característiques
La thorneïta és un tel·lurat de fórmula química Pb₆(Te6+₂O10)(CO₃)Cl₂(H₂O). Va ser aprovada com a espècie vàlida per l'Associació Mineralògica Internacional l'any 2009, sent publicada per primera vegada un any més tard. Cristal·litza en el sistema monoclínic. La seva duresa a l'escala de Mohs és 2.
Les mostres que van servir per a determinar l'espècie, el que es coneix com a material tipus, es troben conservades a les col·leccions mineralògiques del Museu d'Història Natural del Comtat de Los Angeles, a Los Angeles (Califòrnia) amb els números de catàleg: 62257, 62258, 62259 i 62260.

## Formació i jaciments
Va ser descoberta al Bird Nest drift del mont Otto, a la localitat de Baker del comtat de San Bernardino (Califòrnia, Estats Units). A banda de la localitat tipus també ha estat descrita en altres mines properes, a la mateixa muntanya californiana.